# Zygaena turkmenica
Zygaena turkmenica is een vlinder uit de familie van de bloeddrupjes (Zygaenidae). De wetenschappelijke naam van deze soort is voor het eerst voorgesteld als Zygaena manlia turkmenica door Hugo Reiss in een publicatie uit 1933.

## Verspreiding
De soort komt in Oost-Turkije, Armenië, Iran, Turkmenistan en Afghanistan. 

## Waardplanten
De rups leeft op Eryngium billardieri, Ferula latisecta (Apiaceae) en Artemisia herba-alba (Asteraceae).